# IPhone X
Das iPhone X (ausgesprochen iPhone Zehn) ist ein Smartphone aus der iPhone-Reihe des US-amerikanischen Unternehmens Apple. Es ist der Nachfolger des iPhone 7 und wurde von Apple-CEO Tim Cook im Apple Park gemeinsam mit dem kostengünstigeren iPhone 8 am 12. September 2017 erstmals der Öffentlichkeit vorgestellt. Es ist vor allem durch sein neues Design gut von anderen iPhone-Modellen unterscheidbar. Als Prozessor kommt Apples eigener System-on-a-Chip (SoC) Apple A11 Bionic zum Einsatz. Die Vorbestellungsphase begann am 27. Oktober 2017, die Auslieferung an Kunden startete schließlich am 3. November 2017.
Das iPhone X ist Apples erstes iPhone mit einer neuen Designphilosophie. Es ist das erste iPhone mit einem randlosen Design, OLED-Display und mit Face ID statt eines Homebuttons.

## Modellbezeichnung
Das „X“ im Namen steht als römische Zahl für die Zehn und soll sich auf die 10-jährige Geschichte der iPhone-Reihe beziehen. Apple bemühte sich, den Namen als „iPhone Zehn“ (im Englischen „iPhone ten“), nicht etwa als „iPhone X“, durchzusetzen.

## Design

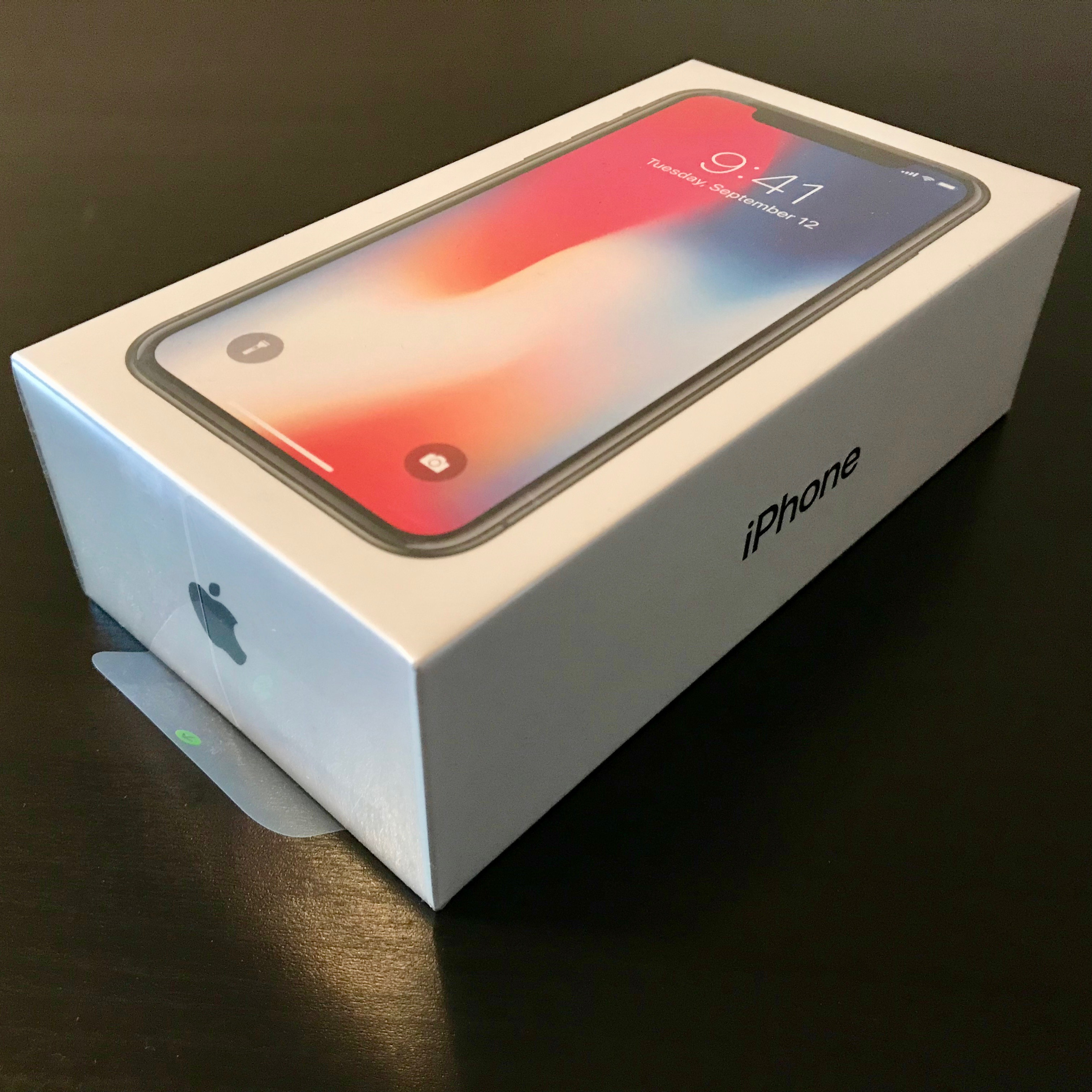
iPhone X in der Verpackung

Das iPhone X gibt es in zwei verschiedenen Farbvarianten mit den Bezeichnungen Space Grau (engl. Space Gray) und Silber (engl. Silver). Anders als bei iPhones mit einem Homebutton hat die Farbe jedoch nur Einfluss auf den Edelstahlrahmen und die Rückseite. Die Vorderseite ist stets schwarz. Auf der Rückseite finden sich zwei Kameralinsen, auf der Vorderseite gibt es eine Frontkamera. Das Apple-Logo auf der Rückseite befindet sich im oberen Bereich, der iPhone-Schriftzug im unteren. Die Rückseite besteht wie beim iPhone 8 und iPhone 8 Plus weiterhin aus Glas, um induktives Laden zu ermöglichen. Das Glas im Kameragehäuse und das der restlichen Rückseite ist glänzend. Alle vier Ecken sind abgerundet. Das iPhone X ist 143,6 mm hoch, 70,9 mm breit, 7,7 mm tief und wiegt 174 g.
Es erfüllt die IEC-Norm 60529 IP67 und ist damit spritzwassergeschützt, nicht jedoch komplett wasserdicht.

## Technische Daten
Erstmals in der hauseigenen Entwicklungslinie hat das iPhone X einen OLED- und HDR-Bildschirm mit 5,8 Zoll Diagonale und einer Auflösung von 2436×1125 Pixeln. Das Gerät bietet Unterstützung für True Tone, HDR10 und Dolby Vision. Auf der verglasten Rückseite hat es eine Doppelkamera mit zwölf Megapixeln, die Videoaufnahmen in 1080p mit bis zu 240 fps und in 4K mit bis zu 60 fps ermöglicht. Es wird mit Mono-Tonspur aufgezeichnet.
Die vordere Kamera hat sieben Megapixel und ermöglicht Videoaufzeichnung in 1080p. Mit beiden Kameras ist eine Einstellung „Porträtlicht“ möglich, wodurch verschiedene Lichteffekte im Gesicht und im Hintergrund erzeugt werden können, z. B. um den Hintergrund komplett zu verdunkeln.
Das Smartphone hat keinen Home-Button mehr und kann mit Gesichtserkennung („Face ID“) freigeschaltet und einem Benutzer zugeordnet werden. Aufgeladen wird es mit dem Apple-eigenen Lightning-Stecker oder kabellos über Qi. Das Gerät basiert auf dem eigenen A11-Bionic-SoC und ist mit 64 GB oder 256 GB Speicherplatz erhältlich. Es ist nach Schutzart IP67 zertifiziert. Das Display erreicht eine Helligkeit von bis zu 809 Nits.
Seit iOS 13 ist die Verschlüsselungsmethode für Drahtlosnetzwerke WPA3 für das iPhone X verfügbar.

## Displayfehler
2017 wurde aufgrund von Berichten in sozialen Medien ein Displayfehler unter dem Namen „Green Line of Death“ bekannt, der aufgrund des Auftretens eines grünen Streifens im Display so bezeichnet wurde und ein Vorbote für dessen Totalausfall war.
Beim iPhone X kann es zu Problemen mit dem Touchscreen kommen, wodurch der Bildschirm an manchen Stellen nicht mehr auf Touch-Eingaben reagiert, oder es zu Touch-Eingaben ohne Berührung kommen kann (in Fachkreisen als „Ghost Touch“ bezeichnet). Apple bot dafür ein Austauschprogramm an, welches drei Jahre nach Verkauf gültig war.

## Verfügbarkeit
Zur Vorbestellung am 27. Oktober 2017 kostete das iPhone X mit 64 GB 1.149 € und mit 256 GB 1.319 €.
Mit der Vorstellung des Nachfolgers iPhone XS am 12. September 2018 wurde das iPhone X aus dem Verkauf genommen.
| Speicher | 27. Oktober 2017  |
| -------- | ----------------- |
| 64 GB    | 1.149 € (1.422 €) |
| 256 GB   | 1.319 € (1.632 €) |